# Ambartepe, Terme
Ambartepe là một thị trấn thuộc huyện Terme, tỉnh Samsun, Thổ Nhĩ Kỳ. Dân số thời điểm năm 2010 là 1.879 người.